# Pandémie de Covid-19 à Saint-Barthélemy
La pandémie de Covid-19 a été confirmée comme ayant atteint la collectivité française d'outre-mer de Saint-Barthélemy en mars 2020. Le dernier cas confirmé a été déclaré le 31 mars 2020. Le 21 avril, le dernier cas actif a été déclaré guéri.
| Nouveaux cas quotidiens de Covid-19 déclarés à Saint-Barthélémy                                                        | 0 |  |
| Pour des raisons techniques, il est temporairement impossible d'afficher le graphique qui aurait dû être présenté ici. |   |  |